# Pěčín (hrad)
Pěčín je zaniklý hrad západně od stejnojmenné vesnice v okrese Rychnov nad Kněžnou v Královéhradeckém kraji. Jeho pozůstatky se nachází na skalnatém ostrohu nad levým břehem řeky Zdobnice, asi 1,5 kilometru západně od Pěčína. Od roku 1987 jsou chráněny jako kulturní památka.

## Historie hradu
Hrad byl založen nejspíše na začátku čtrnáctého století. První písemná zmínka o něm pochází z roku 1318, kdy jej vlastnil pražský kanovník Hroznata z rodu Kouniců. Tehdy byl hrad zničen při přepadu, který uskutečnili Kounicové z hradu Rychmberk. Není jasné, zda byl hrad obnoven. Poté býval, až do začátku patnáctého století, součástí rychnovského panství. Nejspíše zanikl před rokem 1419, kdy došlo k dělení panství, a Pěčín při něm nebyl uveden. Je ale možné, že zanikl až v roce 1421 při vojenské akci vedené Půtou z Častolovic a Janem Městeckým z Opočna.

## Stavební podoba
Dvoudílný hrad byl postaven na klesající ostrožně. Přístup k předhradí chránil šíjový příkop, který na jihu pravděpodobně přecházel do bočního příkopu, před nímž je patrná část valu. V čele předhradí jsou patrné reliéfní stopy zástavby a ze severozápadní strany vybíhá skalnatý výběžek.
Hradní jádro je od předhradí odděleno dalším příkopem s bočními stranami uzavřenými valy. Snad sloužil jako nádrž na užitkovou dešťovou vodu. V samotném jádře jsou reliéfní pozůstatky zdiva, které je možné považovat za rozměrný palác se šířkou patnáct metrů, nebo za malé nádvoří, na jehož jihozápadní straně stávala věžovitá obytná budova. Velkou část jádra obepínal parkán.